# Distributionnisme
Pour les articles homonymes, voir distributisme.
Ne doit pas être confondu avec distributionnalisme.
Le distributisme, ou distributionnisme ou encore distributivisme, est une philosophie économique de « troisième voie » entre le socialisme d'État et le capitalisme, formulée par les penseurs catholiques Gilbert Keith Chesterton et Hilaire Belloc comme une tentative d'appliquer les principes de justice de la doctrine sociale de l'Église catholique romaine, en particulier ceux établis dans l'encyclique Rerum Novarum du pape Léon XIII, développés dans l'encyclique Quadragesimo Anno du pape Pie XI et l'encyclique Centesimus Annus du pape Jean-Paul II.
Philosophie à ne pas confondre avec le concept d'économie distributive, également dénommé « distributisme ».

## Définition
D'après le distributisme, la propriété des moyens de production devrait être aussi répandue que possible dans la population plutôt que d'être centralisée sous le contrôle de quelques bureaucrates (dans le socialisme d'État) ou quelques riches individus (dans le capitalisme). Cette idée est condensée dans une citation de Chesterton : « Trop de capitalisme ne signifie pas trop de capitalistes, mais pas assez. »
Le distributisme se distingue par la distribution de propriété (à ne pas confondre avec la redistribution des richesses). Il maintient que, puisque le socialisme d'État ne permet pas aux individus d'être propriétaire des moyens de production (accaparés par l'État, la communauté ou les collectifs de travailleurs), et puisque le capitalisme ne permet qu'à quelques-uns d'en posséder, le distributisme cherche à assurer que la plupart des gens pourront devenir propriétaires de biens de production. Comme le dit Hilaire Belloc, la mise en œuvre du distributisme conduit à « une agglomération de familles de richesses diverses, mais de loin le plus grand nombre de propriétaires de moyens de production ». Cette distribution large ne s'étend pas à toute propriété, mais seulement aux biens de productions ; c'est-à-dire la propriété qui est employée pour produire la richesse, tout ce que l'homme requiert pour survivre. Cela inclut la terre, les outils, etc.
Le distributisme a souvent été décrit comme une troisième voie de l'ordre économique divergeant du socialisme d'État et du capitalisme. Cependant, certains l'ont vu plutôt comme un modèle idéalisé, qui serait réalisé avec succès à court-terme par la poursuite des principes de subsidiarité et de solidarité (servant de fondements à des coopératives financièrement indépendantes).

## La philosophie distributiste

### Théorie économique

#### Propriété privée
Dans ce système, la plupart des gens peuvent gagner leur vie sans dépendre de l'utilisation de la propriété des autres. Des exemples de cette situation seraient les paysans qui possèdent leurs propres terres et outils, les plombiers qui possèdent leur propre affaire, les développeurs de logiciel qui possèdent leur propre ordinateur et code, etc. L'approche de « coopérative » dépasse cette perspective en acceptant la copropriété des biens de production et équipements par des communautés locales plus larges qu'une simple famille, par exemple sous la forme de partenariats. Une manière alternative de concevoir cette situation est celle d'une généralisation du statut de profession libérale en remplacement du salariat.

#### Guildes
Le type d'ordre économique envisagé par les premiers penseurs du distributisme consistait à un retour aux guildes. L'existence actuelle de syndicats n'est pas équivalent, car les syndicats sont organisés par classes pour défendre des intérêts de classe tandis que les guildes sont composées d'éléments de toutes classes, avec employeurs et employés collaborant dans leur intérêt mutuel.

#### Banques
Le distributisme défend la suppression du système bancaire actuel, ou dans certains cas de la suppression de son fondement sur le profit. Il n'est pas là question de nationalisation mais plusieurs approches, impliquant l'intervention de l'État ou la décentralisation radicale, sont envisageables. Le distributisme favorise la création d'une fédération de banques coopératives (coopératives de crédit ou banques mutualistes).

### Théorie sociale

#### La famille
Le distributisme considère le noyau familial, composé de deux parents et d'au moins un enfant comme l'unité sociale fondamentale de l'ordre humain et du fonctionnement d'une société ou civilisation distributiste. Cette unité est aussi la base d'une forme multi-générationnelle étendue de famille, nichée socialement comme génétiquement dans les communautés et nations interdépendantes, et finalement dans l'humanité passée, présente et future tout entière. Le système économique d'une société devrait être focalisé principalement sur l'épanouissement de l'unité familiale, sans que celle-ci ne soit isolée pour autant: au seul niveau du contexte familial, conformément à l'idéal de subsidiarité. Le distributisme incorpore cette doctrine en promouvant la famille, plutôt que l'individu, en tant que propriétaire de base ; autrement dit le distributisme cherche à assurer qu'un maximum de familles, plutôt qu'un maximum d'individus, soient propriétaires des moyens de production.

#### Subsidiarité
Le distributisme met l'accent sur le principe de subsidiarité. Ce principe soutient qu'aucune entité (sociale, économique ou politique) ne devrait prendre en charge une fonction qui peut être confiée à une unité plus petite. Le pape Pie XI, dans son encyclique Quadragesimo Anno, fournit une définition de ce principe : 

« Tout comme il est mauvais de retirer à l'individu et de confier à la communauté ce que l'entreprise privée et l'industrie peuvent accomplir, c'est également une grande injustice, un mal sérieux et une perturbation de l'ordre convenable pour une organisation supérieure plus large de s'arroger les fonctions qui peuvent être effectuée efficacement par des entités inférieures plus petites. »

Par conséquent toute activité de production (que le distributisme tient comme l'élément le plus important de toute économie) devrait être réalisée par l'unité la plus petite possible. Cette idée rejoint l'argument distributiste selon lequel les plus petites unités, si possible familiales, devraient contrôler les moyens de production, plutôt que les entités plus larges typiques des économies modernes.
Le pape Pie XI poursuit en écrivant, toujours dans Quadragesimo Anno, que « toute activité sociale devrait par sa propre nature fournir une aide aux membres du corps social, sans jamais les détruire ou les absorber. » Pour éviter que de larges organisations privées dominent le corps politique, le distributisme applique ce principe de subsidiarité aussi bien à l'économie qu'à l'action politique.

#### Société d'artisans
Le distributisme défend une société d'artisans et de culture, démontré par une insistance sur les petites entreprises familiales, la promotion des cultures locales et la préférence pour les petites productions plutôt que la production de masse. Une société d'artisans constituerait un idéal distributiste en unifiant le capital, la propriété et la production plutôt que ce que le distributisme voit comme une aliénation de l'homme de son travail.

#### Sécurité sociale
Le distributisme défend la suppression de la sécurité sociale car celle-ci contribue à aliéner l'homme en le rendant plus dépendant de « l'État Servile ». Les distributistes tels Dorothy Day se sont opposés à l'introduction des mécanismes de sécurité sociale lorsqu'ils furent introduits par le gouvernement des États-Unis d'Amérique. Ce rejet était dû en grande partie à l'influence des idées d'Hilaire Belloc parmi les distributistes américains.
À noter que de nos jours, cette position n'est pas forcément partagée par l'ensemble des distributistes. Par exemple, aux États-Unis, l'American Solidarity Party (ASP) milite pour une sécurité sociale universelle publique pour permettre à tous les Américains d'avoir accès à des services de soins médicaux, en particulier afin d'aider les personnes les plus précaires et isolées.

### Théorie politique

#### Ordre politique
Le distributisme ne favorise pas d'ordre politique particulier, de la monarchie à la démocratie. Le distributisme n'est pas synonyme d'anarchisme bien que de nombreux distributistes, tels Dorothy Day, soient aussi anarchistes. Le distributisme est par principe opposé à tout extrême dans l'individualisme ou l'étatisme.

#### Partis politiques
Les partis politiques se réclamant du distributisme sont rares mais certains partis distributistes existent tel que l'American Solidarity Party aux États-Unis. Il y a également quelques partis politiques modernes du Royaume-Uni[Lesquels ?] qui défendent certains points de vue distributistes.

#### Guerre
Les distributistes se réfèrent généralement à la doctrine de la guerre juste pour savoir si une guerre est légitime ou non. Les positions historiques des penseurs distributistes donnent également un aperçu de la position distributiste sur la guerre. Belloc et Chesterton s'opposèrent à l'impérialisme britannique en général, à la seconde guerre des Boers en particulier, mais soutinrent la participation britannique à la Première Guerre mondiale.

## Influence

### E.F. Schumacher
Le distributisme a eu une influence notable sur l'économiste E. F. Schumacher : Small is beautiful devait initialement se nommer Économie chestertonienne

### Mondragón Cooperative Corporation
Le Groupe Mondragón a été fondée par un prêtre catholique, le père José María Arizmendiarrieta, au Pays basque. Il semble que ce prêtre ait été influencé par les mêmes enseignements catholiques qui ont guidé Belloc, McNabb, Chesterton et d'autres fondateurs du distributisme. La coopérative Mondragón, en revanche, peut seulement être considérée comme distributiste dans sa valorisation de l'idéal du travailleur propriétaire d'un maximum des moyens de production, tandis que certaines de ses tendances internationalistes et capitalistes sembleraient s'éloigner d'un véritable distributisme.

### La Guilde de saint Joseph et saint Dominic
Les idées distributistes furent mises en pratique par la Guilde de Saint-Joseph-et-Saint-Dominique (en), un groupe d'artistes et d'artisans établis en communauté à Ditchling, dans le Sussex en Angleterre, en 1920, suivant la devise Des hommes riches de vertu étudiant la beauté de l'existence en paix dans leur foyer. La Guilde cherchait à recréer un mode de vie médiéval idéalisé à la manière du mouvement Arts & Crafts ; cette guilde a existé jusqu'en 1989.

## Controverses

### Groupes ultranationalistes
Une controverse a éclaté dans la communauté distributiste à la suite de l'appropriation du distributisme comme philosophie économique par certains groupes ultranationalistes comme le Parti national britannique, qui affirme défendre certains principes distributistes. La défense du distributisme par certains groupes ultranationalistes est plus prononcée sur le continent européen, où le distributisme est vu comme un ensemble de valeurs de « l'ancien ordre » et un retour aux « racines nationales » du pays.
Les ultranationalistes, qui se disent ou sont dits légataires de mouvements fascistes, voient le distributisme comme une forme de corporatisme. Il y a des similarités entre les deux systèmes, comme les parallèles entre les corporations et les guildes. Mais il y a aussi des différences fondamentales entre les deux philosophies, en particulier la permissivité du corporatisme envers les grandes entreprises et les gouvernements interventionnistes, ainsi que le rejet de la subsidiarité.

## Auteurs
- Hilaire Belloc
- G. K. Chesterton
- Dorothy Day
- Aristide Pierre Maurin
- Juan Manuel de Prada
- J. R. R. Tolkien